# Згубний винахід
«Згубний винахід» (чеськ. Vynález zkázy, у радянському прокаті — «Таємниця острова Бек-Кап» (рос. Тайна острова Бэк-Кап)) — чехословацький науково-фантастичний фільм 1958 року, поставлений режисером Карелом Земаном за мотивами творів Жуля Верна, зокрема роману «Прапор Батьківщини», створеного письменником 1896 року.
Фільм був номінований на премію «Г'юго» в 1962 року за найкращу постановку та відзначений Державною премією ЧССР ім. Клемента Готвальда. Прем'єра фільму відбулася 27 червня 1958 в Бельгії.

## Сюжет
Симон Гарт подорожує для зустрічі зі своїм учителем, професором Роком, бачачи появу нових технологій: підводних човнів, автомобілів і аеростатів. Він згадує, що дружить із капітаном Немо та Робуром. У санаторії, розташованому в старовинному замку, Гарт зустрічає Рока, що займається пошуками джерела енергії небаченої потужності. Професора, однак, цікавить лише теоретична «чиста наука», тоді як Гарт прагне її практичного використання. Вночі, під час шторму, у замок пробираються пірати й викрадають професора з його учнем.
Військові починають шукати професора і відвідують яхту графа д'Артігаса. Той дозволяє обшукати свій корабель, військові нічого не виявляють. Насправді д'Артігас і стоїть за викраденням науковців, він сховав їх у підводному човні, що пливе поруч. Граф називає себе володарем океану, бо має доступ до затонулих скарбів. Професор Рок потрібен йому для побудови підводного міста. Гарт поки лишається в'язнем. Коли неподалік опиняється торгове судно, д'Артігас наказує потопити його, протаранивши підводним човном, а потім пограбувати залишки. Однак, з корабля врятувалася пасажирка Яна і Рок, почувши її голос, просить урятувати дівчину.
Яхта досягає острова Бек-Кап, що являє собою згаслий вулкан. У його жерлі граф побудував фабрики для обслуговування своєї майбутньої імперії. Гарта поселяють у халупі навпроти замку д'Артігаса. Ватажок піратів, які служать графу, повідомляє, що якщо професор підведе д'Артігаса, то його справу мусить продовжити Гарт. Яна стає асистенткою Рока.
Хоча Гарт відмовляється працювати на д'Артігаса, його забезпечують обладнанням. Професор винаходить спосіб добування речовини, здатної живити машини графа. Але випробування двигуна завершується руйнівним вибухом. Розуміючи, що довірливий професор не зупиниться, Гарт пише листа і відправляє його з острова за допомогою саморобного аеростата.
Помітивши Яну, Гарт передає через неї записку професору. Але заклопотаний Рок не звертає на неї уваги. д'Артігас тим часом переглядає на зоотропі різні кумедні проєкти. Гарт просить графа дозволити йому працювати під водою на ремонті телеграфного кабелю. Отримавши дозвіл, він досліджує дно в надії знайти спосіб утекти. Гарт бореться з велетенським восьминогом і непритомніє. Його знаходить екіпаж невеликого підводного човна, посланого на розвідку. Гарт ще не знає, що його лист був прочитаний і проти д'Артігаса зібралася міжнародна коаліція.
На підводному човні Гарт повертається на острів і дізнається від Яни, що професор не читав його записку. Тоді Гарт пробирається до зали, де підслуховує план графа скористатися наступного дня величезною гарматою, що працює на винаході Рока. До острова наближаються кораблі і Гарт із Яною розуміють, що повинні попередити їх про гармату. Гарт заманює двох піратів у пастку і приголомшує їх. Переодягнувшись у їхні костюми, Гарт і Яна залізають у повітряну кулю, по якій граф і його поплічники починають стріляти. Рок, побачивши гармату, саботує постріл, скинувши снаряд на берег. Він вибухає, знищивши все довкола. Гарт із Яною успішно відлітають.

## У ролях
| Актор            | Роль               |
| ---------------- | ------------------ |
| Лубор Токош      | Симон Гарт         |
| Яна Затлоукалова | Яна                |
| Арношт Навратіл  | професор Рок       |
| Мирослав Голуб   | граф д'Артігас     |
| Мирослав Голуб   | пірат Кер Каррадже |
| Франтішек Чорний | капітан Спаде      |
| Вацлав Кизлінк   | інженер Серке      |
| Франтішек Шлегр  | капітан піратів    |
| Отто Шиманек     | чоловік у поїзді   |
| Ваніслов Кувлов  |                    |
| Вацлав Трегль    |                    |

## Знімальна група
- Автор сценарію — Франтішек Грубін, Мілан Ваха, Карел Земан, Їржі Брдечка за мотивами творів Жуля Верна
- Режисер-постановник — Карел Земан
- Продюсер — Зденек Новак
- Оператор — Антонін Горак, Богуслав Пікгарт, Їржі Тарантік
- Композитор — Зденек Лішка
- Монтаж — Зденек Стеглік
- Художник-постановник — Карел Земан
- Художник по костюмах — Карел Постреховський
- Художник-декоратор — Зденек Розкопал
- Спеціальні ефекти — Карел Земан
- Звук — Франтішек Странгмюллер, Гануш Сільвера

## Стиль

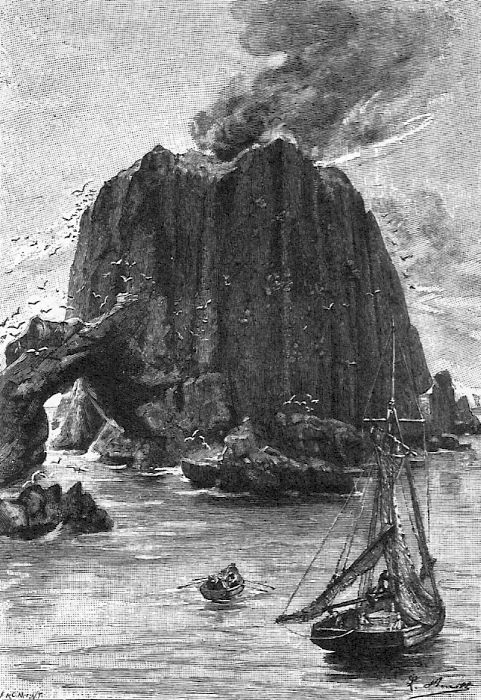
Ілюстрація Леона Бенетта до роману «Прапор Батьківщини» Жуля Верна, 1896 р.

При створенні фільму використане унікальне стилістичне рішення, що стало його візитівкою: живі зйомки поєднані з перекладною анімацією й усе це стилізовано під книжкові гравюри кінця XIX-го — початку XX століття, використані в оригінальних виданнях Жуля Верна. Для нанесення на костюми і декорації штрихування, характерного для гравюр, використовувалися малярні валики.
Фільм відтворює стиль вікторіанських лінійчастих гравюр Едуара Ріу, Леона Бенетта та інших художників. Навіть кіноматеріали з птахами, морськими хвилями та іншими деталями були були оброблені лінійчастими фільтрами, а небо зроблено матовими фонами.
Музику до фільму написав Зденек Лішка, відомий гумористичними темами та новаторським використанням електронної музики.
У підсумку стиль фільму вийшов дещо комічний, віддаючи шану Жулю Верну, і водночас показуючи химерність застосування науки. Фільм також вшановує стиль піонера раннього кінематографа Жоржа Мельєса з кінострічок «Неможлива подорож» (1904), «Відьма» (1906) та «Диявольський орендар» (1909), які бачив Земан. Можливо, режисер також надихався фільмом Фріца Ланга «Метрополіс» (1927), фільмом Сергія Ейзенштейна «Броненосець „Потьомкін“» (1925) і, можливо «20 000 льє під водою» (1916) Стюарта Патона.

## Показ в СРСР
- Прем'єра фільму в Москві відбулася 23 березня 1959 року
- Дубляж здійснено на кіностудії імені М. Горького
- Режисер дубляжу: Едуард Вовк
- Ролі дублювали:
  - Аркадій Песелєв — Симон Гарт
  - Клавдія Блохіна — Яна
  - Олексій Кельберер — професор Рок
  - Анатолій Кторов — граф Артігас
  - Олександр Антонов — капітан піратів
  - Юрій Фомічов — інженер Серке

## Сприйняття

### Визнання
Французький режисер Ален Рене назвав «Згубний винахід» одним із десяти найкращих фільмів 1958 року в журналі «Positif». Після американського релізу в 1961 році під назвою «Дивовижний світ Жуля Верна» (The Fabulous World of Jules Verne) критик газети «The New York Times» Говард Томпсон визнав його «свіжим, кумедним та дуже образним» з «чудовою кількістю трюкових ефектів». Завдяки американському прокату фільм став широко відомим і був номінований на премію «Г'юго» у галузі наукової фантастики 1962 року.
Американський історик кіно Білл Воррен у своїй енциклопедії науково-фантастичних фільмів 1982 року вказав «Згубний винахід» як «найкращий фільм, будь-коли екранізований за твором Верна».
Міністерство закордонних справ Чехії в 2010 році оцінило «Згубний винахід» як найуспішніший фільм в історії чеського кіно. У 2011 році американський письменник-фантаст Джон К. Райт назвав «Згубний винахід» першим твором у стилі стимпанк, а Земана — винахідником цього жанру. Подібної думки дотримувався кінокритик Джон С. Тіббец, пишучи, що Земан не тільки адаптував твір Верна, а створив «протостимпанк».

### Нагороди та номінації
| Список нагород та номінацій | Список нагород та номінацій | Список нагород та номінацій    | Список нагород та номінацій | Список нагород та номінацій | Список нагород та номінацій |
| Кінопремія                  | Категорія                   | Номінант(и)                    | Результат                   | Дж                          |                             |
| --------------------------- | --------------------------- | ------------------------------ | --------------------------- | --------------------------- | --------------------------- |
| Премія «Г'юго»              | 1962                        | Найкраща драматична постановка | Згубний винахід             | Номінація                   |                             |